# Condado de Treviño
Condado de Treviño egy község Spanyolországban, Burgos tartományban. Condado de Treviño La Puebla de Arganzón, Iruña de Oca/Iruña Oka, Vitoria-Gasteiz, Bernedo, Lagrán, Peñacerrada-Urizaharra, Zambrana, Berantevilla, Armiñon, Ribera Baja/Erribera Beitia és Ribera Alta/Erriberagoitia községekkel határos. Lakosainak száma 1489 fő (2024).
La Puebla de Arganzón községgel együtt alkotja az úgynevezett treviñói enklávét: ez Burgos tartományhoz tartozik ugyan, de teljes egészében a baszkföldi Álava tartomány veszi körül.
Területén található a mára teljesen elhagyatottá vált, szinte már elpusztult Ochate (baszk nevén: Otxate) település is.

## Népesség
A település népessége az utóbbi években az alábbiak szerint változott:
| Lakosok száma | 1028 | 1282 | 1345 | 1432 | 1461 | 1398 | 1338 | 1342 | 1416 | 1489 |
|               | 2001 | 2004 | 2006 | 2009 | 2011 | 2014 | 2016 | 2019 | 2021 | 2024 |